# IHHC
IHHC was een Nederlandse hockeyclub uit Hoogezand die bestond van 1960 tot en met 1973.
Begin jaren 60 weigerde men bij MHC Dash hockeyers in het eerste herenteam te laten spelen die op het Instituut Hommes te Hoogezand zaten. De toenmalige directeur van de kostschool, dhr. Büller, besloot toen in 1960 om zelf maar een hockeyclub te beginnen. Het Instituut Hommes Hockey Club, waarvan de naam niet door de Hockeybond werd geaccepteerd en gewijzigd in "Intercommunale Hoogezandse Hockey Club", werd al snel na het kampioenschap van de noordelijke tweede klasse in 1962 sterker geacht dan hockeyclub Dash en zodoende kwam de club uit in de Eerste klasse van het noordelijke district. In 1962/63 behaalden de heren de volle buit uit 9 wedstrijden in de eerste helft van het seizoen, toen de legendarische winter van 1962-1963 over Nederland trok. Hierdoor werd besloten de gehele tweede seizoenshelft af te gelasten. 
Op 28 mei 1973 besloot de gemeente om het gemeentelijk internaat Instituut Hommes op te heffen. Het gevolg hiervan was dat op 1 juli 1973 IHHC werd ontbonden. 